# Claude Mollet
Claude Mollet (1564 – 1649) è stato un architetto del paesaggio francese, giardiniere capo dei re Enrico IV, Luigi XIII e del giovane Luigi XIV. Fu un membro della dinastia Mollet di giardinieri francesi. Suo padre Jacques Mollet fu giardiniere al castello di Anet dove venne importato il concetto di giardino all'italiana quando egli era apprendista, mentre suo figlio fu André Mollet che esportò lo stile del giardino alla francese nei Paesi Bassi, Svezia e Inghilterra.

## Biografia
Nelle xilografie contenute nell'opera di Olivier de Serres dedicata ad Enrico IV, Le Theatre d'agriculture et Mesnage des Champs (Parigi 1600), i progetti per il regio giardino sono di Claude Mollet, che era un amico dell'autore, il quale loda "i disegni di Mollet sulle erbe e gli arbusti trasformati in lettere, dispositivi, cifrari, stemmi, cornici, navi e altri oggetti, imitati con meravigliosa industriosità e pazienza"
Secondo de Serres, Mollet aveva due vivai, in periferia della Faubourg Saint-Honoré, ad ovest di Parigi. Egli affermò di aver introdotto il bosso come bordura per i suoi modelli di parterre, ognuno come "un tapis de Turquie" ("un tappeto turco").
Il volume di Mollet Théâtre des plans et jardinages, che contiene informazioni autobiografiche, venne pubblicato da suo figlio nel 1652, dopo la sua morte. Il manoscritto fu scritto molti anni prima, intorno al 1613–15, e revisionato nel corso degli anni. Una copia in bella grafia, fu dedicata a Luigi XIII poco prima della sua morte (1643). In essa riconosce l'influenza su di lui da parte di Étienne Dupérac, l'architetto di Saint-Germain-en-Laye. Mollet afferma che Enrico IV lo incaricò di disegnare le terrazze presso il nuovo castello di Saint-Germain-en-Laye nel 1595 e successivamente del Castello di Fontainebleau, e al Montceaux-en-Brie nonché presso il giardino delle Tuileries, dove operò nel corso della sua carriera e in cui ricostruì l'asse centrale del giardino, dopo le depredazioni da parte dei soldati nel 1593, estendendolo fino a ovest.